# Université polytechnique de Kougouleu
L'université polytechnique de Kougouleu (UPK) est un établissement privé d'enseignement supérieur d'Afrique centrale implanté dans la ville de Kougouleu, située à l'est de Libreville, au Gabon.

## Historique
L'université polytechnique de Kougouleu est née de l'initiative d'un groupe d'universitaires pluridisciplinaire.

## Organisation
L'UPK est composée de dix facultés :
- Faculté d'Agronomie et de Zootechnie
- Faculté des Sciences
- Faculté de Pharmacie
- Faculté de Polytechnique
- Faculté de Philosophie et Lettres
- Faculté des Sciences Psychologiques et de l'Éducation
- Faculté des Sciences Sociales Politiques
- Faculté des Sciences Économiques et de Gestion
- Faculté de Théologie
- Faculté de Droit et Sciences Criminologiques